# カルミン
カルミンは、株式会社明治（旧・明治製菓）から販売されていた清涼菓子である。1921年（大正10年）に販売が開始されており、同社のロングセラー商品の一つであった。

## 特徴
炭酸カルシウムが配合された白色のミント錠菓（タブレット状の菓子）であり、表面には「MS」の文字（明治製菓の略）が刻印されている。商品名は「カルシウム」「ミント」に由来しており、着色料のカルミンとは無関係。

## 歴史
1921年（大正10年）に東京菓子株式会社（のちの明治製菓）から発売され、宣伝にはハロルド・ロイドが起用された。1925年（大正14年）に「ココアカルミン」、1928年（昭和3年）に「パパイヤカルミン」、1932年（昭和7年）には「チェリーカルミン」が発売されており、一時期はストロベリーミントの「苺カルミン」も存在していた。
ある時期（時期不明）より、明治製菓シンガポール（明治製菓のシンガポール現地法人、1974年設立）にて製造されるようになり、明治製菓は日本での輸入元となっている。
2009年3月にリニューアル発売され、同時にイチゴ味の「カルミンイチゴ」を新たに発売したのに続き、同年、明治製菓（法人としては現在のMeiji Seikaファルマ）と明治乳業（法人としては現在の明治）の経営統合により「meiji」のロゴマークをCI仕様に切り替えた。
大正時代から発売されていた菓子では息の長いロングセラー商品であったが、2015年3月末をもって生産を終了、発売から94年の歴史に幕を下ろした。